# 太平住宅
太平住宅株式会社（たいへいじゅうたく）はかつて存在していた日本のハウスメーカー。会社設立から半世紀を超える老舗企業だったが、2003年1月に経営破綻。殖産住宅相互や日本電建と並ぶ“割賦三社”と称され、金融機関が住宅ローンの販売を始める前にサラリーマン向けに住宅を割賦販売を行い、業績を伸ばした。

## 歴史
- 1946年3月 - 会社設立。
- 1980年 - ツーバイフォー工法住宅を発売開始。
- 1986年 - CI導入、「Taihei」のロゴが登場する。
- 2003年1月14日 - 東京地方裁判所に民事再生法適用を申請して経営破綻。
- 2003年1月31日 - スポンサー企業が見つからず再建を断念。破産宣告を受ける[1]。

## 販売していた主な商品
- くらしすとシリーズ（提案型一戸建て住宅）
- アパート
- 共同ビル
- 店舗

## 経営破綻による影響
- 工事の途中で経営破綻してしまい、完成できなかった住宅が少なからず発生した。このため、事業を引き継ぐための新会社が各地で作られていった。

## スポンサー
- 太陽に突っ走れ - 千葉真一主演による1966年の日本映画
- 笑点
- NRNナイター - 水曜日の提供